# Nick Bakay
Nicholas „Nick” Bakay (ur. 8 października 1959 w Buffalo, w Nowym Jorku) – amerykański aktor filmowy i telewizyjny, producent, scenarzysta, komik i komentator sportowy.

## Filmografia
aktor
- 'Til Death (2006) jako Karl
- To nie jest kolejna komedia dla kretynów (Not Another Teen Movie) (2001) jako Kucharz przy obiedzie
- Sabrina (serial animowany) (Sabrina the Animated Series) (1999–2001) jako Kot Salem Saberhagen (głos)
- Sabrina – Podwodna przygoda (Sabrina, Down Under)  (1999) jako Kot Salem Saberhagen (głos)
- Wiecie, jak jest... (It's Like, You Know...)  (1999–2000) jako Harvey (gościnnie)
- Różowe lata siedemdziesiąte (That ’70s Show) (1998–2006) jako Dziennik Donny (1999-2001) (gościnnie)
- Sabrina jedzie do Rzymu (Sabrina Goes to Rome) (1998) jako Salem Saberhagen (głos)
- Aniołek z piekła rodem (Teen Angel) (1997–1998) jako Salem Saberhagan (głos) (gościnnie)
- Bobry w akcji (Angry Beavers, The) (1997–2001) jako Norbert
- Sabrina, nastoletnia czarownica (Sabrina, the Teenage Witch) (1996–2003) jako Salem Saberhagen (głos)
- Sędzia kalosz (Jury Duty) (1995) jako Richard Hotz
- Ellen (1994–1998) jako Lloyd (gościnnie)
- Chłopiec poznaje świat (Boy Meets World) (1993–2000) jako Salem Saberhagan (gościnnie)
- Grace w opałach (Grace Under Fire) (1993–1998) jako Loomis P. Lemon (gościnnie)
- ABC TGIF (1990–2001) jako Kot Salem
- Kroniki Seinfelda (Seinfeld) (1990–1998) jako Carl (gościnnie)
- Simpsonowie (Simpsons, The)  (1989) jako Salem Saberhagen (głos) (gościnnie)
- Świat pana trenera (Coach) (1989–1997) jako Rockne Dawson (gościnnie)

producent
- Diabli nadali (King of Queens, The) (1998–2007)
- Sabrina, nastoletnia czarownica (Sabrina, the Teenage Witch) (1996–2003)

scenariusz
- Paul Blart: Mall Cop (2009)
- Diabli nadali (King of Queens, The) (1998–2007)
- Sabrina, nastoletnia czarownica (Sabrina, the Teenage Witch) (1996–2003)
- She TV (1994)
- In Living Color (1990)